# Love Tonight
Singles de Shouse
Text Apology
(2017)
Love Tonight est une chanson du duo australien de musique électronique Shouse, sortie le 14 décembre 2017. La chanson connaît le succès en 2021 à la suite de la sortie de divers remixes.

## Description
Le titre est interprété par une chorale de chanteurs provenant de Melbourne. Selon Ed Service, "C'est une chanson sur la solidarité, l’amour et la connexion... Toutes les paroles sont sur le fait de tendre la main les uns aux autres, de connecter la force de la communauté.".
En mars 2021, le producteur allemand Oliver Huntemann et le DJ brésilien Vintage Culture sortent séparément des remixes de Love Tonight, qui deviennent populaires sur TikTok. En juin 2021, le DJ français David Guetta sort à son tour un remix du titre. La chanson se classe alors dans les charts singles européens.

## Liste des pistes
| 1. | Love Tonight        | 8:13 |
| 2. | Love Tonight (Edit) | 4:02 |

| 1. | Love Tonight (Mike Simonetti Remix) | 6:00 |
| 2. | Love Tonight (DJ Seinfeld Remix)    | 6:30 |
| 3. | Love Tonight (The Nights Remix)     | 7:20 |

| 1. | Love Tonight (Oliver Huntemann Remix)      | 6:55 |
| 2. | Love Tonight (Oliver Huntemann Dub)        | 6:56 |
| 3. | Love Tonight (Oliver Huntemann Remix Edit) | 3:25 |

| 1. | Love Tonight (Vintage Culture & Kiko Franco Remix)      | 6:26 |
| 2. | Love Tonight (Vintage Culture & Kiko Franco Remix Edit) | 3:28 |

| 1. | Love Tonight (David Guetta Remix Edit) | 2:18 |
| 2. | Love Tonight (David Guetta Remix)      | 3:00 |

| 1. | Love Tonight (Robin Schulz Remix Edit) | 3:04 |
| 2. | Love Tonight (Edit)                    | 4:02 |

## Charts hebdomadaires
| Classements (2021)                      | Meilleure position |
| --------------------------------------- | ------------------ |
| Allemagne (Media Control AG)            | 4                  |
| Australie (ARIA)                        | 22                 |
| Autriche (Ö3 Austria Top 40)            | 4                  |
| Belgique (Flandre Ultratop 50 Singles)  | 1                  |
| Belgique (Wallonie Ultratop 50 Singles) | 3                  |
| Canada (Canadian Hot 100)               | 61                 |
| Danemark (Tracklisten)                  | 38                 |
| Espagne (PROMUSICAE)                    | 69                 |
| États-Unis (Hot Dance/Electronic Songs) | 8                  |
| France (SNEP)                           | 8                  |
| France (Digital Songs)                  | 2                  |
| Hongrie (Rádiós Top 40)                 | 9                  |
| Hongrie (Single Top 40)                 | 3                  |
| Hongrie (Stream Top 40)                 | 6                  |
| Irlande (IRMA)                          | 12                 |
| Israël (Media Forest)                   | 6                  |
| Italie (FIMI)                           | 37                 |
| Norvège (VG-lista)                      | 38                 |
| Nouvelle-Zélande (RMNZ)                 | 12                 |
| Pays-Bas (Nederlandse Top 40)           | 5                  |
| Pays-Bas (Single Top 100)               | 2                  |
| Portugal (AFP)                          | 14                 |
| Royaume-Uni (UK Singles Chart)          | 18                 |
| Royaume-Uni (UK Dance Chart)            | 5                  |
| Russie (Tophit Radio Top 100)           | 2                  |
| Suède (Sverigetopplistan)               | 34                 |
| Suisse (Schweizer Hitparade)            | 2                  |

## Certifications
| Région | Certification | Ventes/Streams |
| --- | ------------- | -------------- |
| Espagne (PME) | Or            | 20 000^        |
| Grèce (IFPI) | Or            | 1 000 000^     |
| Italie (FIMI) | Platine       | 70 000*        |
| Portugal (AFP) | Platine       | 10 000x        |
| Royaume-Uni (BPI) | Argent        | 200 000^       |
| *Ventes selon la certification ^Mise en rayon selon la certification xNon précisé par la certification ‡ventes/streaming selon la certification |               |                |